# Чорне (озеро, Березівський район)
Чо́рне (біл. Чо́рнае) — озеро в Березівському районі Берестейської області на південному заході Білорусі. Десяте за площею водного дзеркала  озеро країни.

## Опис
Водойма знаходиться в басейні річки Жигулянка (басейн Прип'яті) і розташована за 27 кілометрів на південний схід від міста Береза, за 2,5 км на схід від міста Бєлоозерськ. На березі розташовані села Піски, Лисичиці та Христи.
Водойма проточного типу. Приплив води в озеро йде по річці Жигулянка і численних невеликих струмках та каналах, в т. ч. Тминським, Будським; Теплим із озера Біле; стік іде по річці Жигулянка, яка впадає з лівого берега у річку Ясельду (ліва притока Прип'яті).
Площа озера становить 17,3 км². Це друге за площею озеро в Берестейській області (поступається розмірами лише озеру Вигонощанське). Довжина становить 6,4 км, максимальна ширина 3,4 км. Максимальна глибина — 2,5 м. Об'єм води в озері становить 22,5 млн м³, площа водозбору одна із найбільших в країні і становить 539 км².

## Улоговина та рельєф
Улоговина озера витягнута із півночі на південь і має овальну форму. Схили улоговини порослі луговою та болотною рослинністю, частково лісом і мають висоту до 4 метрів. Береги низькі, заболочені. Дно плоске, вислано сапропелем. Акваторія водойми заростає по всій площі.
Озеро дистрофне, неглибоке, бідне на кисень та поживні речовини. У ньому водиться щука, окунь, карась, плотва.